# Ministeriaal
Een ministeriaal was in de middeleeuwen een persoon van onvrije afkomst aan wie een belangrijke post in bestuur en leger werd toevertrouwd, zoals het beheer van domeinen en het bewaken van burchten. Zij genoten een eigen juridische status (het dienstrecht) en werden dienstmannen genoemd.
Ministerialiteit ontwikkelt zich vanaf de 11e eeuw als een aparte  beroepsstand. De ontwikkeling van de ministerialiteit in de Nederlandse gebieden (Gelre, Utrecht, Holland) lijkt sterk op die van de aangrenzende Nederrijnse territoria en andere delen van het Duitse Rijk. De sporen van hun onvrije afkomst werden vanaf de 12e eeuw uitgewist.
In kleinere vestingsteden in de Duitse landen, waaronder Horstmar, Quakenbrück en Lübbecke, bestond een bijzondere groep ministerialen. Daar woonden, in opdracht van de landsheer, zgn. borgmannen. Een borgman, vaak iemand van lage adel, bewoonde doorgaans een borgmanshof. Dat is een versterkt en weerbaar kasteelachtig huis, dicht bij of af en toe ook weleens aan de stadsmuren. De borgmannen hadden onder andere de verdediging van de stad in het belang van de landheer tot taak. In een aantal stadjes waren er meer dan tien van zulke borgmannen met bijbehorende borgmanshuizen. Soms waren deze functionarissen de "lange arm" van de landheer in zo'n stadje. Ze versterkten de macht van hun heer door ook zitting in het stadsbestuur te nemen.
In de late middeleeuwen gingen ministerialen op in de ridderstand, het stadspatriciaat en de landadel.
Een groot deel van de ridderstand kwam voort uit de ministerialen. Als ridder dienende ministerialen kregen vaak een ridderleen.
De groep van ministerialen rond een heer werd de ministerialiteit genoemd.